# In Flight (album)
Albums de George Benson
Breezin'
(1976) Weekend in L.A.
(1978)
Singles
1. The World Is a Ghetto (en)
Sortie : 1977
2. Nature Boy
Sortie : mai 1977
3. Everything Must Change
Sortie : 1977
4. Gonna Love You More
Sortie : 1977

In Flight est le seizième album studio du guitariste et chanteur américain George Benson, sorti le 4 février 1977 chez Warner Bros. Records. L'album a été certifié platine aux États-Unis et a atteint la première place du classement jazz de Billboard.

## Liste des titres
| No | Titre                      | Auteur         | Durée |
| -- | -------------------------- | -------------- | ----- |
| 1. | Nature Boy                 | Eden Ahbez     | 5:58  |
| 2. | The Wind and I             | Ronnie Foster  | 5:04  |
| 3. | The World Is a Ghetto (en) | War            | 9:41  |
| 4. | Gonna Love You More        | Morris Albert  | 4:37  |
| 5. | Valdez in the Country      | Donny Hathaway | 4:29  |
| 6. | Everything Must Change     | Benard Ighner  | 8:07  |

| 7. | The World Is a Ghetto (12" Disco Mix) | War           | 9:45 |
| 8. | Everything Must Change (45 RPM Edit)  | Benard Ighner | 3:51 |

## Crédits
Adapté des notes de la pochette
Musiciens
- George Benson – guitare, voix
- Jorge Dalto – clavinet, piano acoustique
- Ronnie Foster – piano électrique, Minimoog
- Phil Upchurch – guitar rythmique, bass (5, 6)
- Stanley Banks – guitare basse (1-4)
- Harvey Mason – batterie
- Ralph MacDonald – percussion
- Claus Ogerman – arrangements d'orchestration et chef d'orchestre

Production
- Tommy LiPuma – producteur
- Noel Newbolt – assistant de production
- Al Schmitt – enregistrement, mixage
- Don Henderson – ingénieur adjoint
- Doug Sax – mastering au Mastering Lab (Hollywood, Californie)
- Mike Doud – direction artistique et conception
- Antonin Kratochvil et Ken Veeder – photographie
- Michael Manoogian – lettrage
- Ken Fritz et Dennis Turner – management

## Classements et certifications
| Classement (1977)                   | Meilleure position |
| ----------------------------------- | ------------------ |
| Autriche (Ö3 Austria Top 40)        | 21                 |
| États-Unis (Billboard 200)          | 9                  |
| États-Unis (Top R&B/Hip-Hop Albums) | 2                  |
| États-Unis (Top Jazz Albums)        | 1                  |
| Nouvelle-Zélande (RIANZ)            | 24                 |
| Royaume-Uni (UK Albums Chart)       | 19                 |

| Classement (1977)            | Position |
| ---------------------------- | -------- |
| États-Unis (Billboard 200)   | 27       |
| États-Unis (Top Soul Albums) | 18       |

### Certifications
| Pays                                  | Certification | Ventes certifiées |
| ------------------------------------- | ------------- | ----------------- |
| États-Unis (RIAA)                     | Platine       | 1 000 000^        |
| Royaume-Uni (BPI)                     | Argent        | 60 000^           |
| ^Mise en rayon selon la certification |               |                   |